# Wakame
El wakame és una alga comestible i Undaria pinnatifida n'és una espècie, entre d'altres. Hi ha altres espècies d'algues que també poden ser wakame. Té un gust subtilment dolç, sovint se serveix en sopes i amanides, ja que proporciona una gran quantitat de proteïnes, minerals i/o vitamines, per això és d'elevada importància comercial. S'ha cultivat en aqüicultura durant centenars d'anys al Japó i a Corea, degut a les seves característiques organolèptiques i farmacològiques.
El nom wakame (ワカメ), té origen japonès i significa alga (me) jove (waka). No té traducció al català.